# Episodi di LEGO City Adventures
Negli USA la prima stagione è cominciata il 22 giugno 2019 e si è conclusa l'8 dicembre 2019 su Nickelodeon. In Italia, annunciato da Nickelodeon il 10 novembre 2019, comincia il 25 novembre 2019.

## Prima Stagione
| n° | cod. di prod. | Titolo originale     | Titolo italiano                | Prima TV USA     | Prima TV Italia  |
| -- | ------------- | -------------------- | ------------------------------ | ---------------- | ---------------- |
| 1  | 101           | Cubs and Robbers     | Leoni e predoni                | 22 giugno 2019   | 25 novembre 2019 |
| 1  | 101           | Billy the Bug        | Billy moscerino                | 22 giugno 2019   | 26 novembre 2019 |
| 2  | 102           | Sky Police           | La Polizia Aerea               | 29 giugno 2019   | 27 novembre 2019 |
| 2  | 102           | Father's Day Parade  | La parata del Papà             | 29 giugno 2019   | 28 novembre 2019 |
| 3  | 103           | Race to the Top      | In corsa per la vetta          | 6 luglio 2019    | 29 novembre 2019 |
| 3  | 103           | Meet Harl Hubbs      | Vi presento Harl Hubbs         | 6 luglio 2019    | 2 dicembre 2019  |
| 4  | 104           | Doorman of the City  | Il portiere della città        | 27 luglio 2019   | 3 dicembre 2019  |
| 4  | 104           | Fendrich In The Wild | Fendrich e la natura selvaggia | 27 luglio 2019   | 4 dicembre 2019  |
| 5  | 105           | Poppy Starr          | Poppy Starr                    | 10 agosto 2019   | 5 dicembre 2019  |
| 5  | 105           | The Spooky One       | La casa spettrale              | 10 agosto 2019   | 6 dicembre 2019  |
| 6  | 106           | Small Carol          | Piccola Carol                  | 10 novembre 2019 |                  |
| 6  | 106           | Last Man Floating    |                                | 10 novembre 2019 |                  |
| 7  | 107B          | Evil Layers          |                                | 17 novembre 2019 |                  |
| 7  | 108A          | Buster               |                                | 17 novembre 2019 |                  |
| 8  | 108B          | Shirley Keeper       | Shirley Keeper                 | 24 novembre 2019 |                  |
| 8  | 109A          | 3, 2, 1              | 3, 2, 1                        | 24 novembre 2019 |                  |
| 9  | 107A          | Police Navidad       | Polizia Navidad                | 1º dicembre 2019 |                  |
| 9  | 109B          | Paradoors            | Portadiso                      | 1º dicembre 2019 |                  |
| 10 | 110           | Slam the Door        | Schianto della porta           | 8 dicembre 2019  |                  |
| 10 | 110           | JAILBREAK!           | Evasione                       | 8 dicembre 2019  |                  |

## Seconda stagione
| n° | cod. di prod. | Titolo originale                      | Titolo italiano | Prima TV USA     | Prima TV Italia |
| -- | ------------- | ------------------------------------- | --------------- | ---------------- | --------------- |
| 1  | 201           | Buster Moves                          |                 | 8 marzo 2020     |                 |
| 1  | 201           | To Cop or Not to Cop                  |                 | 8 marzo 2020     |                 |
| 2  | 202           | Handle with Car                       |                 | 15 marzo 2020    |                 |
| 2  | 202           | The Silver Blur                       |                 | 15 marzo 2020    |                 |
| 3  | 203           | Harl Hubbs Day                        |                 | 29 marzo 2020    |                 |
| 3  | 203           | Ann They're Off                       |                 | 29 marzo 2020    |                 |
| 4  | 204           | Bob and Clemmons' Excellent Adventure |                 | 12 luglio 2020   |                 |
| 4  | 204           | The Man With No Name With A Name      |                 | 12 luglio 2020   |                 |
| 5  | 205           | Daisy Chain Gang                      |                 | 19 luglio 2020   |                 |
| 5  | 205           | Backdraft to School                   |                 | 19 luglio 2020   |                 |
| 6  | 206           | Running Mates                         |                 | 26 luglio 2020   |                 |
| 6  | 206           | Dirty Duke                            |                 | 26 luglio 2020   |                 |
| 7  | 207           | For Wheeler                           |                 | 2 agosto 2020    |                 |
| 7  | 207           | Brickmuda Heptagon                    |                 | 2 agosto 2020    |                 |
| 8  | 208           | The Quacken                           |                 | 9 agosto 2020    |                 |
| 8  | 208           | The Treasure of Nosepatch             |                 | 9 agosto 2020    |                 |
| 9  | 209           | Midden Fleasure                       |                 | 16 agosto 2020   |                 |
| 9  | 209           | Tread or Alive                        |                 | 16 agosto 2020   |                 |
| 10 | 210           | Arrest Ye Merry Gentlemen             |                 | 12 dicembre 2020 |                 |
| 10 | 210           | Ride Along Kid                        |                 | 12 dicembre 2020 |                 |